# 理查·史派克
理查·史派克（英語：Richard Benjamin Speck；1941年12月6日—1991年12月5日）是一名美國罪犯。在1966年7月13日至14日的夜晚，他在芝加哥南狄林的住處，採用刺、扼殺、割喉或這三種方法的組合，濫殺了八位實習護士。其中一名死者在生前還遭受了性侵。另外，還有一位可能成為第九位受害者的實習護士，Corazon Amurao，她成功地躲在床下並逃過一劫。
1967年4月15日，史派克因犯下這八起謀殺罪被判處死刑。但是，在1972年，他的刑期被修改為400~1,200年。後來又被調整為100~300年。史派克在他50歲生日的前一天，於斯泰特维尔懲教中心因心臟病突發而逝世。

## 早年生活

### 孩童時期
理查·史派克於1941年在伊利诺伊州的柯克伍德出生，是家中的八個孩子裡的老七。他出生後不久，全家就搬到了蒙茅斯。他和他的小兩歲的妹妹Carolyn年紀比其他的四個姐姐和兩個兄弟都小很多。他媽媽是虔誠的信徒，而且滴酒不沾。他爸爸則在蒙茅斯的Western Stoneware當包裝工，之前還曾經當過農夫和伐木工。
在1947年，史派克六歲的時候，他爸爸不幸因心臟病過世，那時才53歲。據說，史派克和爸爸的關係相當親密。
1950年5月10日，也就是他爸爸過世後的三年，他媽媽Mary在德州帕洛平托與Carl August Rudolph Lindberg結了婚。兩人是在往芝加哥的火車上巧遇的。Lindberg是個德州的旅行保險業務員，而且有著一長串的犯罪紀錄，從偽造文件到好幾次的酒駕都有。Lindberg很愛喝酒，和史派克的爸爸完全不一樣。史派克和他妹妹Carolyn當時跟著他們已婚的姐姐Sara Thornton在蒙茅斯待了一段時間，等史派克小學二年級讀完後，他們就跟著媽媽和Lindberg搬到德州的Santo，那裡離沃斯堡西邊大約40英里(約64公里)。史派克在那裡開始了他的小學三年級生活。
1952年，史派克的大哥Robert在一場車禍中喪生，得年23歲。

### 達拉斯, 1951–1966
1951年，在桑托住了一年後，史派克一家人搬到了東達拉斯。隨後的12年內，他們家一直搬來搬去，總共換了10個地方住，而且大多都是在較不富裕的社區。史派克真的很不喜歡他那個繼父，因為他老是酗酒、嘴巴又賤，而且常常不在家。
史派克在學校的表現一直不太好，他不肯戴閱讀時所需的眼鏡。他在J. L. Long Jr.高中的八年級讀了兩遍，其中一個原因是他害怕別人盯著他看，所以在課堂上就不太敢開口。1957年秋天，史派克開始在Crozier Technical高中讀九年級，但他每一科都沒過。到了1958年1月，也就是他16歲生日後，決定輟學，再也沒有回學校了。
史派克12歲就開始喝酒，15歲的時候他幾乎每天都喝到醉。他第一次因為非法侵入在13歲時被抓，接著的八年裡，他因為各種轻罪被警方逮捕了好多次。
從1960年到1963年，史派克在達拉斯的七喜裝瓶廠做工。1961年10月，在德州的博覽會上，他認識了15歲的Shirley Annette Malone。他們交往不到一個月，Shirley就懷孕了。兩人在1962年1月19日結了婚，一開始是和史派克的妹妹Carolyn及她老公同住。史派克的媽媽也跟著住，因為她和Lindberg已經分居，Lindberg則移居到加州。史派克結婚後就不再用Richard Benjamin Lindberg這名字，改回叫Richard Benjamin 史派克。他的女兒，Robbie Lynn 史派克在1962年7月5日出生，當時史派克正因為在德州麥金尼的一次酒後鬧事坐牢22天。
1963年7月，21歲的史派克因為偽造和竊盜被判了三年的刑。他仿造了一名同事44美金的工資支票去換錢，還搶了一家雜貨店，只得到煙、啤酒和3美金。後來他在德州亨茨維爾監獄服刑16個月，於1965年獲得假釋。但他的自由僅維持了一週。1965年1月9日，他又被抓到了。他拿著一把約43公分的雕刻刀，在某女子的公寓停車場攻擊她，但她大喊後，他就逃跑了。警察趕到後很快就把他在附近抓住了。這次，他因嚴重攻擊罪被判了16個月，這段時間與他之前的假釋違規罰期是一起算。然後他又被關回到亨茨維爾監獄。但因為處理失誤，他在1965年7月2日，也就是完成他假釋違規的刑期六個月後就被放出來了。出獄後，史派克在Patterson Meat Company當了三個月的司機。儘管他開公司車出了六次車禍，他是因為沒有按時上班而被開除。
1965年12月，史派克依照他媽媽的建議，搬進了一位29歲離婚的女子家。這位女子過去是職業摔角手，後來在史派克最喜歡的酒吧Ginny's Lounge當調酒師。史派克是為了幫忙照看她的三個小孩而搬進去的。1966年1月，Malone，跟史派克已經分居一段時間了，申請了離婚。同一個月，史派克在Ginny's Lounge用刀子攻擊了一名男子。起初他被控告嚴重攻擊，但他媽媽找來的律師成功將罪名降為"妨害公眾安寧"。史派克被罰了10美元，因為沒繳罰款而被關了三天。這是史派克在達拉斯最後一次被警察帶走。
1966年3月5日，史派克買了一輛跑了12年的老車，然後在隔天晚上打劫了一間超市，偷了70盒香煙。之後，他在那間超市的停車場，直接從車尾箱裡賣那些香煙。警方很快就找到了這輛車（史派克已棄車不顧）並在3月8日發出逮捕令，指控他竊盜。如果他真的因這次逮捕令被抓，那將是他在達拉斯的第42次被捕，肯定又得坐牢。1966年3月9日，史派克的姊姊Carolyn送他到達拉斯的公車站，他隨後搭公車去了伊利諾州的芝加哥。

### 蒙茅斯,1966年3月~4月
史派克在芝加哥與他的姊姊Martha Thornton和她的家人住了幾天後，又回到了他兒時的老家伊利諾州的蒙茅斯，一開始他是住在一些老朋友家裡。史派克的兄弟Howard在蒙茅斯當木匠，他幫史派克找了一份在當地木匠那兒磨石膏板的活。當史派克知道他的前妻在1966年3月16日離婚後不久就再婚，他心情很差。3月25日，他搬到了蒙茅斯市區的Christy Hotel，大部分時間都混在市區的酒吧。到了3月底，史派克和一些朋友去Gulfport的酒吧喝酒，因為他在酒吧的洗手間裡用刀子恐嚇了一名男子，他們被當地警方帶走留宿了一晚。
4月3日，Monmouth的一位65歲的Virgil Harris女士，在凌晨1:00回家時，驚覺家裡出現了一名手持刀子的賊。這名賊是一位約六英尺高的白人男子，他的行為「相當有禮」，而且他說話的「語調很輕，帶有南方的口音」。這名男子用布蒙住她的眼，將她綁起，侵犯了她，接著又搜刮了她家中的物品，還偷走了她當天擔任保姆工作賺到的2.5美元。
一週後，32歲的Mary Kathryn Pierce，一位在蒙茅斯市中心她姊夫開的酒吧「Frank's Place」工作的女侍者，最後一次被看到是在4月9日凌晨12:20離開酒吧。4月13日，有人報警說她失踪了，同一天她的屍體在酒吧後方的一間空著的豬舍中被發現。她的死因是由於腹部受到重擊，導致她的肝臟破裂。
史派克經常去「Frank's Place」消磨時光，而那間空著的豬舍就是他上個月協助建造的。於是，當他在4月15日前來拿他的最後工資時，蒙茅斯的警方簡單問了他一些關於Pierce的事，並希望他能留下來供更多的詢問。但到了4月19日，當警察再度來到Christy飯店想要問史派克更多事情時，發現他帶著行李提前數小時離開了，只說了一句要去洗衣店。但實際上，他已經溜了。警方在他房間內找到了Harris夫人報失的收音機和飾品，以及其他在近期的幾起盜竊案中失踪的物品。

### 芝加哥,1966年4月~6月
1966年4月19日，史派克返回到他妹妹Martha在芝加哥西北區的Old Irving Park的3966 N. Avondale Ave.的二樓公寓住。Martha和她老公Gene Thornton還有他們的兩個少女都住在那裡。Martha在結婚前是小兒科的護士，她的先生Gene晚上是當鐵路調度員。史派克跟他們說了一個超扯的故事，講他因為拒絕在Monmouth幫某個「犯罪集團」賣毒品所以被逼離開。Gene Thornton之前在美國海軍服役，他想美國的商船工作應該蠻適合他那無業的姐夫，於是在4月25日帶史派克到美國海岸警衛隊的辦公室，想幫他申請做學徒水手的工作。申請的時候需要按指紋、拍照，然後要看醫生檢查身體。
史派克在拿到工作許可後馬上就找到了工，於4月30日加入了Inland Steel的Clarence B. Randall號大型礦石運輸船的33人團隊。但史派克在Clarence B. Randall號上的首航很不順利，5月3日他得了闌尾炎。美国海岸警卫队的直升機趕緊把他送到密西根上半島基威诺半岛Hancock的St. Joseph's醫院，他做了一場緊急的闌尾切除手術。
他從醫院出院後，史派克回到芝加哥和他妹妹Martha及她家人那裡休養。5月20日，他再次回到Clarence B. Randall號的團隊，持續到6月14日。那天他喝醉後和船上的一位官員起了爭執，結果在6月15日被趕下船。接下來的一週，史派克住在芝加哥東區的St. Elmo，一個位於E. 99th St. & S. Ewing Ave.的破舊旅館。之後，史派克搭火車到密歇根州的霍顿，住在Douglas House，去探望Judy Laakaniemi，一位28歲正在辦離婚的護士助理，他在St. Joseph's醫院時與她交朋友。6月27日，當Judy給了他80美元幫他渡過無工作的時期後，史派克再次回到芝加哥和他妹妹Martha及她家人那住了兩週。
6月30日，史派克的姐夫Gene開車帶他到芝加哥South Deering的Jeffery Manor區，位於E. 100th St.的National Maritime Union (NMU)勞工會，幫他辦理海員卡的手續。這家NMU的勞工會離五間相連的兩層聯排別墅只有一個街區，其中三間是被South Chicago Community Hospital的學生護士和來自菲律賓的護士所住。八名護士住在最東邊的連棟房，位於2319 E. 100th St，距離NMU勞工會只有大概150英尺（約46公尺）。

### 芝加哥,1966年7月
966年7月8日，史派克的姐夫Gene載他到NMU勞工會拿他的海員卡，並希望能在船上註冊到一個位置。但那天，史派克因為資質不如其他的海員，沒被選上前往南越的SS Flying Spray貨船。只好失落地回妹妹Martha的家過週末。
到了7月11日，史派克在妹妹Martha家已經待得有點太久。收拾好東西後，他再被姐夫載到NMU勞工會，希望能等到船上的位置。那晚，史派克就住在Pauline的租屋處，距離大概1英里（1.6公里），位於芝加哥South Deering的Vets Park區。
7月12日，史派克又去了NMU勞工會。下午中旬，他接到一份在Sinclair Oil的油船SS Sinclair Great Lakes的工作，那地方車程約30分鐘，位於印第安納州的東芝加哥。但當他趕到時，發現那個位置已經被其他人拿下了，所以他又被載回已關門的NMU勞工會。史派克身上的錢不夠住旅館，於是他把行李放在距離六個街區的Manor Shell加油站，地點在S. Torrence Ave.，之後他就在E. 103rd St.附近的一幢未完工的房子裡睡了一晚。
7月13日，星期三，史派克提著行李到NMU勞工會登記。被派到一個不存在的職位讓他非常生氣，於是他跟妹妹Martha和姐夫Gene在車上聊了約30分鐘。他們早上9點開車來找他，停在E. 100th St.的Luella小學旁，正好在那群護士住的房子對街。10:30 a.m.時，他對在NMU勞工會等工作感到不耐煩。手頭上有妹妹給他的25美金，他便沿著E. 100th St.走了大概1.5英里（2.4公里），然後到E. 101st St. & S. Avenue N的Shipyard Inn註冊住宿，這是芝加哥東區的一間租屋處。
史派克在附近的小酒館裡泡了一整天，之後他持刀威脅了53歲的女士Ella Mae Hooper；當天也在那些酒館裡喝酒。史派克把她帶回在Shipyard Inn的房間，對她進行了性侵，還偷走了她的一把黑色、16美元的郵購.22口徑的Röhm手槍。然後，他一身黑衣，手持弹簧刀和Ella Mae Hooper的手槍離開了。在附近的Kay's Pilot House吃完晚餐後，史派克回到Shipyard Inn的酒館繼續喝酒，直到晚上10:20。接著，他走了大概1.5英里（2.4公里）到了位於E. 100th St.，護士們住的地方。

## 實習護士命案

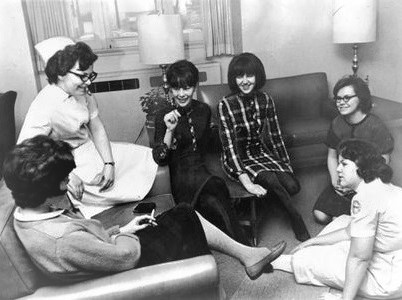
1965年的一張照片中，五名後來被史派克殺害的護士和護士Judith Dykton（左上角）一起出鏡。從左下開始順時針排列的分別是Jordan、Farris、Schmale、Pasion和Wilkening。

1966年7月13日晚上11點，24歲的史派克闖入芝加哥Jeffery Manor社區的連棟住宅，地址位於E. 100th St.。該住宅是實習護士的宿舍。史派克只帶著一把刀，殺害了Gloria Davy、Patricia Matusek、Nina Jo Schmale、Pamela Wilkening、Suzanne Farris、Mary Ann Jordan、Merlita Gargullo和Valentina Pasion。史派克後來說他當時喝醉了，還吸了毒。他一開始可能只想偷東西。但史派克把那些女生關在一間房間好幾個小時，一個一個地將她們帶出，然後刺殺或勒死，最後對22歲的Gloria Davy進行性侵後再勒死她。每殺一個，他都間隔了二十到三十分鐘。
其中一名女子，Corazon Amurao，因為在史派克離開房間時她爬到床下藏了起來，所以逃過一劫。史派克可能是數錯了，或者他知道連棟住宅有八名女子，但不知道那晚還有第九名女子在。Amurao一直藏到早上6點左右才出來。
現場發現的指紋與史派克的指紋相符。
命案兩天後，史派克被一位名叫Claude Lunsford的遊民認出來。在7月15日那晚，史派克和Lunsford還有另一個男的在Starr酒店的617 W. Madison的緊急出口上喝酒。7月16日，Lunsford在報紙上看到嫌疑犯的畫像後認出他，當他於晚上9:30在Starr酒店的房間裡看到史派克時，他便打給警察。但是，警方的紀錄顯示他們有接到這通電話，卻沒有採取行動。後來，史派克嘗試了自殺，Starr酒店的接待員於大約半夜打電話求救。史派克於7月17日凌晨12:30被送到Cook縣醫院。在醫院裡，一位25歲的外科住院医师Dr. LeRoy Smith認出了他。這位醫生之前在報紙上看到過史派克那刺青「Born To Raise Hell」（天生愛鬧）的新聞。警方被通知後，史派克最後被捕。
關於近期的米兰达诉亚利桑那州案裁決，已使多名罪犯被撤銷定罪，這意味著史派克在被捕後的三週內都未受到審訊。

## 預審
重大犯罪法庭的法官Herbert J. Paschen指派了一組公正的專家小組，來評估史派克是否適合受審，以及他在犯案時是否具備完全心智。這個專家小組由辯護團隊推薦的三名醫師和檢察官選出的三名醫師組成，其中有五名精神科醫師和一名外科醫生。專家小組的內部報告認為史派克完全有能力受審，並認為他在犯案時並未失去理智。
在等候開庭期間，史派克每週都會和庫克縣看守所的兼職精神科醫生Dr. Marvin Ziporyn諮詢兩次。這種諮詢從1966年7月29日他從Cermak紀念醫院（位於芝加哥的看守所裡面）被轉出後就開始，一直持續到1967年2月13日，這天是他被送往Peoria應訊的前一天。Ziporyn做了一份診斷報告，指出史派克內心有憂鬱、焦慮、內疚和羞恥等情緒，但他對家人的愛是深沉的。報告也提到史派克有强迫型人格障碍，且對女性持有一種「聖女與妓女」的雙重態度。Ziporyn認為，史派克總是先天真地看待女性，但當他覺得因某些原因被背叛時，他就會對她們產生敵意。再者，史派克被確診有有機性腦功能障礙，這是因為他早年受到的腦傷。報告還提到，他確實有能力出庭受審，但由於酒精和藥物對他腦功能的影響，他在犯罪當下是處於非正常心智狀態的。
Dr. Ziporyn並沒有在庭上為辯護或起訴方作證，因為在審訊開始前，雙方都不悅地得知Ziporyn正為了賺錢寫一本關於史派克的書。Ziporyn也觸怒了庫克縣的看守所，所以在史派克的審訊結束後不久，他就被解僱了。在某次與史派克的訪談中，Ziporyn得到了史派克的書面同意，讓他可以描述“我真的是怎樣的人”。1967年夏季，Ziporyn寫的關於史派克的傳記被出版了。

## 供詞
史派克後來說，他對那次的殺人完全沒印象，但他在庫克縣醫院對Dr. LeRoy Smith承認了他的罪行。因為當時史派克是在吃了鎮定藥的情況下供認的，所以Smith博士並沒在法庭上作證。當時負責史派克案子的庫克縣檢察長、後來晉升為伊利諾州最高法院大法官的John J. Stamos，他知道這在醫院裡的供詞，但他說：“我們其實不太需要那份自白。因為我們手上有目擊者的證詞。”史派克是在1978年跟《芝加哥論壇報》的專欄作家Bob Greene談話時，第一次公開承認了他的殺人行為。1988年，在Stateville監獄，囚犯們都被拍了部影片，史派克在裡面詳細說了那晚的殺人經過。他再次提到那晚他有吸毒，但後來他也說，即使當時他沒吸毒，他可能還是會犯下那種罪行。

## 受審
1967年4月3日，史派克的陪審團審判在伊利諾州的皮奥里亚開始，這地方離芝加哥西南方三小時車程。審判期間，對新聞媒體實施了發言限制。在法庭上，唯一倖存的實習護士Corazon Amurao確定指認了史派克。當問到Amurao能否認出殺害她同學的兇手時，Amurao從證人席上站起，直接走到史派克面前，幾乎觸碰到他，伸出手指著他，並說：“就是這個男人。”此外，Emil Giese中尉還證明現場的指紋與史派克相符。
在4月15日，經過短短49分鐘的審議後，陪審團認為史派克有罪，且提議給他死刑。到了6月5日，法官Herbert J. Paschen裁定史派克應該以電椅處死，但同時批准暫緩執行，等待上訴結果。1968年11月22日，伊利諾伊州的最高法院支持了這個判決，確認了他的罪名和死刑。

## XYY-三體的迷思
1965年12月和1966年3月，《自然》和《柳葉刀》兩大雜誌刊登了英國的細胞遺傳學專家Patricia Jacobs與她的團隊所做的研究。他們在蘇格蘭的一家專門照顧發展障礙病患的安全醫院進行了染色體調查。結果發現，其中有九位身高從5呎7吋（170公分）到6呎2吋（188公分）的病患，他們有一個多餘的Y染色體，也就是所謂的XYY-三體。Jacobs原先推測，有XYY-三體的男性比一般XY染色體的男性更有攻擊性和更容易暴力，但後來這個觀點被推翻。
1966年8月，位於田納西州纳什维尔的范德堡大学的瑞士內分泌學家和遗传学家Eric Engel寫信給史派克的律師，庫克縣的公設辯護律師Gerald W. Getty。據說Getty正計劃使用精神障碍辩护。根據Jacobs的未證實理論，以及史派克的身高6英尺1英寸（185公分），Engel分析史派克可能有XYY-三體。但次月Engel所做的染色體分析發現，史派克具有正常的XY染色體組型。再過一個月，由法庭委任的六名醫生駁回了Getty的精神障碍辩护，並認定史派克具有接受審判的心智能力。
1968年，生物化學家Mary Telfer與團隊在宾夕法尼亚州的精神醫院和監獄中，針對囚犯進行了一項與Jacobs相似設計的基因分析研究。在確定的五名XYY患者中，有四人面臨嚴重的面部痤疮問題，因此研究小組建議應將粉刺列為XYY特徵之一。但後續的研究也沒能證實這項發現。
在Getty與Telfer聯繫後，討論她的發現以及可能對他的委託人有何相關性，Telfer在英國的《Think》期刊上發表了一篇基於推測的文章。她在其中誤報了史派克有XYY染色體型態。加上史派克顯著的痤瘡疤痕，她因此形容史派克為「XYY男性的典範」。
1968年4月，《纽约时报》發表了一系列三篇有關XYY-三體的文章，其中將Jacobs的未經證實理論——即該症候群與暴力行為有關——當作確定的事實呈現。報導還提及，在巴黎和墨爾本分別有兩位被控謀殺的XYY男性，他們的辯護律師都將該染色體型態作為減輕罪責的因素。文章還稱史派克為“XYY罪犯”的“典型案例”，並引用Telfer和Getty的說法，預估XYY症候群將是史派克提出的瘋狂辯護的主要理由。之後，《時代雜誌》和《新闻周刊》也發表了相似的文章，並在半年後的《纽约时报杂志》上再度引述Telfer的看法。
1968年5月，史派克的染色體由Engel再度進行染色體分型分析，結果還是顯示他有正常的46,XY染色體。當史派克的定罪和死刑在那年稍後被伊利諾伊州的最高法院確定，而上訴流程移至美国联邦司法机构時，各大媒體仍不斷發表文章，宣稱（或間接暗示）史派克據稱的XYY基因型將被視為減輕其刑罰的理由。
1969年5月，在美國精神醫學學會的年度會議上，Telfer等人報告說，他們沒有發現XYY染色體型態的男性與正常基因組男性在行為上有顯著差異。他們也指出，XYY男性先前因為未經證實的猜測而受到不公平的污名化。

## 撤銷死刑
1971年6月28日，美国最高法院引用他們在1968年6月3日的Witherspoon v. Illinois裁決，確認了史派克的定罪，但撤銷了他的死刑，原因是超過250名潛在的陪審員因其反對死刑的良知或宗教信仰而被違憲排除在他的陪審團之外。案件被退回伊利諾伊州最高法院重新進行判刑。
1972年6月29日，在Furman v. Georgia這個案件裡，美国最高法院判定死刑違憲，所以伊利諾伊州最高法院只能決定由原始的庫克縣法院重新審判史派克並將其判入獄。
1972年11月21日，在皮奥里亚，法官Richard Fitzgerald將史派克的刑期重新判定為400~1,200年，相當於連續八次的50~150年的刑期，但後來又減刑到100~300年。1976年9月15日，史派克首次假釋審查只花了七分鐘就遭到駁回，隨後在1977年、1978年、1981年、1984年、1987年和1990年的審查中，他都未獲准假釋。

## 入獄
當理查·史派克在伊利諾州克雷斯特希爾的斯泰特维尔懲教中心服刑時，因為他牢房裡飼養了一對飛進來的麻雀，所以被給了"鳥人"的暱稱，這名字是受到電影《Alcatraz的鳥人》的啟發。他是個喜歡獨來獨往的人，有蒐集郵票的嗜好，也很喜歡聽音樂。他和獄長的互動大多是要求些日常生活用品，像是新的襯衫、收音機等。獄長對他的評價僅是："就是一個在這裡混日子的傢伙"。史派克並不是個守規矩的囚犯，經常被查到持有毒品或私釀的酒。但不論被懲罰多少次，他都毫無悔意。他說：“我還怕什麼麻煩？反正我要在這裡待1,200年呢！”
史派克非常討厭記者，他只接受過一次媒體訪問，是在1978年，由《芝加哥論壇報》的專欄作家Bob Greene主持的。在那次的訪問中，他首次公開認罪，並說他覺得自己會在"從現在到2000年"這段時間裡出獄，之後他希望能開一家自己的雜貨店。當Greene問他，是不是認為自己和像约翰·迪林杰這種有名的殺手一樣時，他回答："我跟迪林杰或其他人完全不一樣。我覺得自己很怪異。"
史派克說，當時他"完全沒感覺"，但現在的想法已經不同了："那晚，我一點感覺也沒有。他們說現場到處都是血。我都想不起來了。感覺就像沒事似的...我真的超後悔。對那些女孩子、他們的家人，還有對我自己。如果能再來過，我只會做個小偷小摸的事。"史派克想對所有美國人說的是："繼續討厭我吧。我知道這會讓他們覺得心情好點。沒這種情緒，我也不知道該怎麼辦了。"
在联邦调查局行為科學小組John E. Douglas的書《Mindhunter：深入FBI頂尖連環殺手調查組》中，他提到了史派克在一次訪談中跟他談到的一段獄中故事：「史派克撿到了一隻從壞掉的窗戶飛進來的受傷麻雀，並養它直到健康。當鳥兒好到可以走動時，他在它腳上綁了條線，讓它站在自己肩上。但有位獄警告訴他裡面不允許飼養寵物。史派克反駁說：“我不能飼養它？”然後他走到旁邊一台正在轉的風扇前，直接把麻雀扔了進去。獄警驚訝地問：“我還以為你喜歡那隻鳥？”史派克回：“我確實喜歡，但既然我不能飼養，那其他人也別想要。”」

### 監獄內部影片
1996年5月，芝加哥的電視新聞主播Bill Kurtis從一名不具名的律師那裡拿到了1988年在斯泰特维尔懲教中心內拍的影片。Kurtis在伊利諾州立法院首次公開播放這段影片，影片中清楚地展示了囚犯明目張膽地從事性行為、吸食毒品和交換金錢的場景，他們似乎一點也不擔心會被抓。而影片的主角就是史派克，他在鏡頭中對其他囚犯進行口交，和另一名囚犯共用大量可卡因，穿著絲質小褲褲，展示他那像女生一樣的胸部，據說是偷偷用荷爾蒙長出來的，還驕傲地說：“如果外面的人知道我在這裡玩得多開心，他們可能就放我出去了。”伊利諾州的議員都來看這段長達兩小時的影片，但當看到史派克對另一男的進行口交的畫面時，他們選擇停止放映。
從鏡頭後面，有囚犯問史派克是不是他殺的那些護士。史派克回：“對，是我。”被問到為啥殺她們時，史派克聳了聳肩，半開玩笑地說：“那天就不是她們運氣好的時候。”再問他這些年對自己有何感覺，他說：“我還是那個老樣子...完全沒感覺。如果你問我後悔不後悔，我告訴你，我不後悔。”他還詳細描述扼殺人的感覺：“跟電視上看的不一樣...那得花上三分鐘，而且你得夠有力。”

## 後續

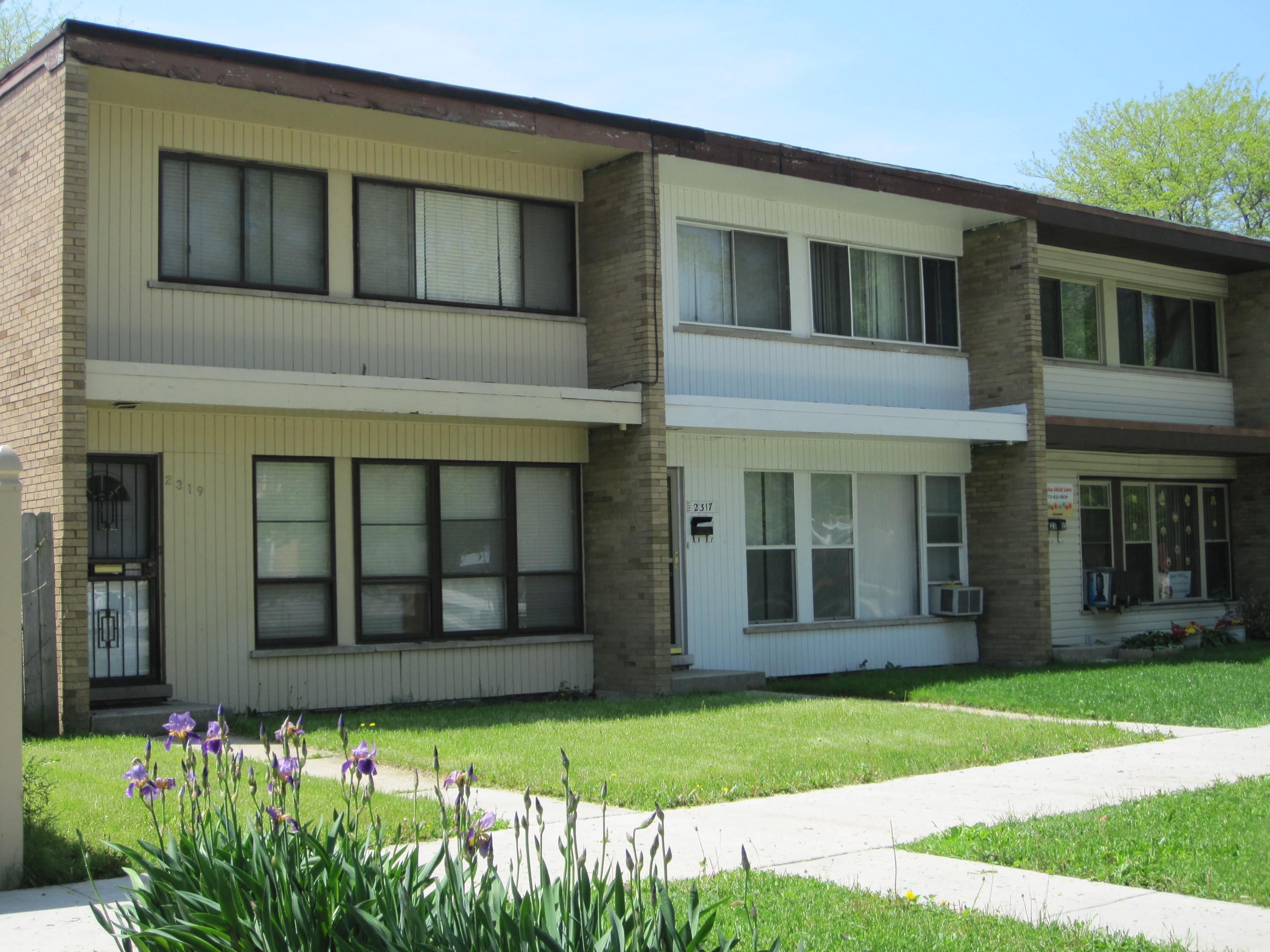
命案凶宅(攝於2014年5月)

就在1991年12月5日之前不久，史派克因抱怨嚴重的胸痛而從斯泰特维尔懲教中心被轉送到位於喬利埃特的Silver Cross醫院。史派克後來在12月5日的清晨過世，死因被認為是心臟病發，離他五十歲生日只差一天。法醫表示，史派克有“心脏肥大、肺氣腫和动脉粥样硬化”，這些很可能導致了他致命的心臟病發。
史派克的姐姐擔心土葬後他的墓地會被褻瀆，所以選擇火化他，而他的骨灰被撒在喬利埃特的一個不公開的地方。
根據2019年7月的Google街景服务顯示，命案凶宅仍未拆除，外觀與當年差距不大。

### 書籍
- Breo, Daniel L.; Martin, William J.; Kunkle, Bill. . New York City: Bantam Books. 1993. ISBN 978-0-553-56025-1.

## 延伸閱讀
- Cawthorne, Nigel; Tibballs, Geoff. . London: Boxtree. 1993. ISBN 0-7522-0850-0.
- Duwe, Grant. . North Carolina: McFarland & Company. 2007. ISBN 978-0-786-43150-2.
- Foreman, Laura. . New York: Time-Life Books. 1992: 6-29. ISBN 0-7835-0004-1.
- Fox, James Allan. . London: Sage Publishing. 2015: 19–20. ISBN 978-1-483-35072-1.
- Leyton, Elliot. . Toronto: McClelland & Stewart. 2011 [1986]. ISBN 978-0-140-11687-8.
- Whittington-Egan, Richard; Whittington-Egan, Molly. . Glasgow: Neil Wilson Publishing Ltd. 1992. ISBN 978-1-897-78404-4.

## 外部連結
- 芝加哥論壇報1966年7月18日的報導 （页面存档备份，存于），深入探討兇手所犯的謀殺案
- Contemporary news article （页面存档备份，存于） 談及兇手審判的相關事宜
- 《生活》1966年7月的報導 （页面存档备份，存于），深入探討兇手所犯的謀殺案
- Richard Speck at TruTV
- Britannica.com article （页面存档备份，存于） 關於兇手的事情
- 全国广播公司2016年的新聞報導 （页面存档备份，存于），為了紀念那起謀殺事件50週年所出版的
- Image gallery （页面存档备份，存于） 有關這起案子的